# Chris Carter (athlétisme)
Pour les articles homonymes, voir Chris Carter et Carter.
Chris Carter (né le 11 mars 1989) est un athlète américain, spécialiste du triple saut. 

## Biographie
Sixième des Jeux panaméricains de 2011 et des championnats du monde en salle de 2014, Chris Carter atteint pour la première fois la limite des 17 mètres en février 2014 à Albuquerque en établissant la marque de 17,15 m.
Le 22 mai 2016, il établit la marque de 17,12 m à Hengelo.
En 2017, il est contrôlé positif à l'occasion des Championnats des Etats-Unis en salle d'Albuquerque.
Le 18 février 2018, il devient vice-champion des États-Unis en salle à Albuquerque avec un saut à 17,20 m, record personnel, derrière Will Claye (17,28 m) mais devant Omar Craddock (17,11 m). Il termine 5e des championnats du monde en salle de Birmingham, le 3 mars, avec 17,15 m.

## Palmarès
| Date | Compétition                        | Lieu                               | Résultat | Épreuve     | Marque  |
| ---- | ---------------------------------- | ---------------------------------- | -------- | ----------- | ------- |
| 2011 | Jeux panaméricains                 | Guadalajara                        | 6e       | Triple saut | 16,21 m |
| 2014 | Championnats du monde en salle     | Sopot                              | 5e       | Triple saut | 16,74 m |
| 2017 | Circuit mondial en salle de l'IAAF | Circuit mondial en salle de l'IAAF | 2e       | Triple saut | détails |
| 2018 | Circuit mondial en salle de l'IAAF | Circuit mondial en salle de l'IAAF | 2e       | Triple saut | détails |
| 2018 | Championnats du monde en salle     | Birmingham                         | 5e       | Triple saut | 17,15 m |
| 2020 | Circuit mondial en salle de l'IAAF | Circuit mondial en salle de l'IAAF | 3e       | Triple saut | détails |

## Records
| Épreuve     | Épreuve   | Marque  | Lieu        | Date            |
| ----------- | --------- | ------- | ----------- | --------------- |
| Triple saut | Plein air | 17,12 m | Hengelo     | 22 mai 2016     |
| Triple saut | En salle  | 17,20 m | Albuquerque | 18 février 2018 |